# Principes de foi du judaïsme
La foi juive s'appuie sur quelques mots qui furent formulés par les autorités rabbiniques médiévales. Ces principes furent établis comme soutènements fondamentaux inhérents à l'acceptation et à la pratique du judaïsme.
Contrairement à la plupart des mouvances chrétiennes, et bien que ces fondements théoriques du judaïsme présentent un fonds idéologique commun, aucune communauté juive n'a développé ni fixé de "catéchisme".
Un certain nombre de formulations de croyances juives est apparu au fil du temps, bien qu'existent plusieurs propositions quant à leur nombre et leur contenu. Le Rav Joseph Albo dans son Sefer HaIkkarim en compte trois, Hasdaï Crescas en compte six, Maïmonide treize. Les Sages ultérieurs ont toutefois tenté de réconcilier ces différences, considérées comme apparentes mais non véritables, en essayant de montrer que les principes de Maïmonide sont compris dans la liste d'Albo.
Les principes de base communs à ces formulations et à d'autres sont exposés comme suit.

## Exposé des principes

### Monothéisme
Le judaïsme est basé sur une conception monothéiste strictement unitaire, fondée sur la croyance au rassemblement de toutes les puissances en Un seul Pouvoir (Elohim) qui est l'Unique (Ehad) Être éternel (YHWH ), assimilé au Dieu "cause première" de la philosophie grecque antique, puis médiévale européenne. La prière par excellence associée à ce principe est le Shéma Israël :

« Écoute Israël, l'Éternel notre Dieu, l'Éternel est Un
également traduit
Écoute Israël, l'Éternel notre Dieu, l'Éternel est Unique/Lui seul. »

Ce (Elohim-YHWH-Ehad) est philosophiquement conçu comme un Dieu Unique éternel, créateur de l'Univers et source de la moralité, qui détient le Pouvoir Absolu et qui intervient dans le monde à Sa guise. Au terme philosophique Dieu correspond une réalité ontologique véritable, et non une projection de la psyché humaine.
Maïmonide décrit le Dieu Unique en ces termes : "il y a un Être, parfait en tout point possible, qui Est la cause ultime de toute existence. Toute existence dépend de Dieu et dérive de Dieu" (mais Lui ne dépend de rien)[réf. nécessaire].
En règle générale, la Bible hébraïque et la littérature rabbinique classique affirment leur foi dans le théisme et rejettent le déisme[réf. nécessaire]. Toutefois, dans les œuvres de certains philosophes juifs médiévaux, peut-être influencés par une philosophie non-aristotélicienne (tels Salomon ibn Gabirol et Gersonide), on trouve parfois ce qu'on pourrait qualifier de limitations à Son omniscience.

### Dieu est leBorè(Créateur de l'Univers)
D'après la cosmogonie biblique, le monde fut créé par Elohim en six jours. Si la plupart des Juifs Haredim prennent le texte au pied de la lettre, les autorités des autres courants théologiques, y compris les Juifs orthodoxes "modernes" pensent que ces "jours" devraient être interprétés comme des "étapes" dans la création du monde, de l'univers et de la Terre, et que le judaïsme n'est pas en contradiction avec l'hypothèse scientifique qui estime que l'Univers est vieux de treize milliards d'années.
Par ailleurs, comme la Torah n'explicite pas vraiment comment Elohim créa la vie, certains penseurs estiment qu'on ne peut déduire des Textes bibliques que l'évolution fasse ou non partie du processus de création de la vie[réf. nécessaire]. Le créationnisme juif est une forme de créationnisme évolutionnaire visant à intégrer le récit de la Création et la théorie de l'évolution. Mais beaucoup de Juifs orthodoxes rejettent l'évolution comme facteur de création, et les Juifs Haredim eux aussi tiennent le plus souvent ces idées pour hérétiques.
Voir aussi Judaïsme et évolution; Créationnisme juif; cosmogonie biblique

### Dieu est Un
L'idée de Dieu comme dualité ou trinité est hérétique, et considérée comme apparentée au polythéisme.

« [Dieu], la Cause de tout, est Un. Non pas un comme l'un d'une paire, ni un comme une espèce (comportant beaucoup d'individus), ni un comme un objet composé, de beaucoup d'éléments, ni comme un seul objet simple qui est divisible à l'infini. Dieu est une Unité comme il n'en existe pas d'autres. Il est fait allusion à ceci dans la Torah (Deutéronome 6:4): "Écoute, Israël, l'Éternel est notre Dieu, l'Éternel est Un. »

— Maïmonide, les 13 principes de foi (second principe)
Cependant, alors qu'ils trouvent ce genre de conceptions incorrectes, les Juifs pensent généralement que les non-Juifs qui adhèrent à ces croyances ne peuvent être tenus pour coupables.
Voir aussi Simplicité divine.

### Dieu est Tout-puissant
Psaume 29 : "Attribue à Dieu toute la gloire et le pouvoir".
Les Juifs Orthodoxes, et beaucoup de non-Orthodoxes croient au Dieu omnipotent, omniscient et omnibienveillant de la Bible. La plupart des œuvres rabbiniques appuie particulièrement sur ces attributs.
Toutefois, comme à l'époque de la destruction du Second Temple, la question de la théodicée fut à nouveau soulevée après les horreurs de l'Holocauste hitlérien, et plusieurs réponses y furent données. Elles sont traitées dans théologie de l'Holocauste.
Les principales questions portent sur la puissance divine (est-Il Tout-puissant ? Comment l'est-Il ?) et l'omnibienveillance, lorsqu'on voit l'existence du mal dans le monde, en particulier l'Holocauste.

### Dieu est personnel, Se soucie de tous et de chacun
Harold Kushner (en), un rabbin traditionaliste, écrit :

« Dieu nous montre Son amour pour nous en S'étendant jusqu'à nous afin de combler l'immense fossé entre Lui et nous. Dieu nous montre Son amour pour nous en nous invitant à entrer dans une Alliance (brit) avec Lui, et en partageant avec nous sa Torah. »

Le Hassidisme partage en partie ce point de vue.
En revanche, Maïmonide et d'autres philosophes Juifs du Moyen Âge rejetaient l'idée d'un Dieu personnel, voyant au contraire la nature comme véhicule habituel de la providence.
Voir Providence divine dans la pensée juive.

### Noms de Dieu
Les différents noms de Dieu sont différentes façon d'exprimer les différents aspects de la présence de Dieu dans le monde. Toutefois, Dieu est Un, et cette pluralité d'attributs provient de la vision limitée de l'homme.

### La Nature de Dieu
Dieu est non-physique, non-corporel et éternel (non-temporel).
Corollaire de cela, Dieu est différent dans Sa nature de l'homme, et ne peut en aucun cas être considéré anthropomorphique. Tous les versets de la Bible hébraïque et de la littérature rabbinique utilisant des anthropomorphismes le font de façon imagée ou parce que la linguistique n'est pas assez riche pour exprimer leurs conceptions autrement : il serait totalement impossible de parler de Dieu sans eux.
Voir Simplicité divine ; Apophatisme ; Tzimtzoum.

### À Dieu, et Lui Seul, doivent s'adresser les prières
Toute croyance qu'un intermédiaire entre l'homme et Dieu puisse intercéder auprès de Lui en sa faveur, que cet intermédiaire soit considéré comme nécessaire ou optionnel, a traditionnellement été considéré comme hérétique, comme l'exprime Maïmonide :

« Dieu est le Seul qu'on puisse servir et louer […]Nous ne pouvons agir de la sorte avec toute chose en dessous de Dieu, qu'il s'agisse d'un ange, d'une étoile ou de l'un des éléments[…]
Il n'y a pas d'intermédiaires entre nous et Dieu. Toutes nos prières doivent être dirigées vers Lui; il n'y rien d'autre qui devrait être ne fût-ce que considéré. »

Ces déclarations vont entièrement dans le sens d'un récit talmudique (Avoda Zara 17 a - traduction extraite de cheela.org):

« On dit de Rabbi Eléazar ben Dordaya qu'il n'y avait pas au monde une prostituée avec laquelle il n'avait pas couché.
Il entendit un jour qu'il y avait une prostituée dans un pays lointain qui prenait pour sa peine un sac plein de dinars.
Il prit un sac de dinars et traversa pour elle sept fleuves.
Au moment critique, elle eut des gaz.
Elle dit : de même que ces gaz ne retourneront pas à leur source, de même le repentir de Eléazar ben Dordaya ne sera pas agréé.
Il s'en alla entre deux montagnes et dit: montagnes et collines, priez pour moi.
Elles lui répondirent : plutôt que de prier pour toi, c'est pour nous que nous allons prier.
Il dit : soleil et lune, priez pour moi.
Ils lui répondirent : plutôt que de prier pour toi, c'est pour nous que nous allons prier.
Il dit : étoiles et astres, priez pour moi.
Elles lui répondirent: plutôt que de prier pour toi, c'est pour nous que nous allons prier.
Il dit : tout ne dépend donc que de moi.
Il mit sa tête entre les genoux, et pleura jusqu'à ce qu'il rendit l'âme.
Une voix venue du ciel prononça les paroles suivantes : Rabbi Eléazar ben Dordaya est convié au monde futur.
Rabbi pleura et dit certains accèdent au monde futur en plusieurs années (de labeur), et d'autres y accèdent en une heure!
Et il ajouta: non seulement les repentis sont bien accueillis, mais encore les appelle-t-on Rabbi. »

Toutefois, d'autres autorités rabbiniques ont marqué leur désaccord, au moins sur un point. Nahmanide, par exemple, estimait qu'il est permis de demander aux anges d'intercéder auprès de Dieu en notre faveur; c'était selon lui le cas dans un passage des Seli'hot (supplications lues aux aurores, pendant un mois avant le grand pardon pour trouver grâce devant Dieu), intitulé Makhnisseï Ra'hamim, qui est toujours inclus dans les éditions modernes du Siddour. Par ailleurs, les Juifs orthodoxes Hassidiques, membres d'un courant apparu dans les années 1800, ont quelquefois enseigné que leurs dirigeants spirituels, les rebbes (Yiddish pour Rabbi), peuvent jouer ce rôle d'intermédiaire entre l'homme et Dieu.
Par ailleurs, le Rav Shneur Zalman de Liadi, fondateur de la dynastie Loubavitch, s'insurgeait contre cette quasi-divinisation des tzaddikim (hommes saints pourvus de pouvoirs spirituels), alors que l'un de ses descendants, Menachem Mendel Schneerson, fut vénéré, à son corps défendant, comme étant le Mashiach par ses fidèles..

### Les Écritures
Le Tanakh (la Bible hébraïque composée de la Torah, des Prophéties et des Écrits) et la majeure partie du système de pensée et croyance formulé et exposé dans le Talmud, sont considérés comme étant le produit d'une révélation divine.
Toutes les autorités rabbiniques médiévales décrivent cette révélation comme directement et verbalement spécifique de Dieu à Moïse

#### Les paroles des prophètes sont vraies
Le message et la révélation aux prophètes est considérée comme divine et vraie, ce qui ne signifie pas que les livres prophétiques doivent être lus littéralement : la tradition juive a au contraire toujours enseigné que les prophètes utilisent des métaphores et analogies, comme les orateurs de tout temps. Il existe un large éventail d'interprétations possibles consistant en métaphores pour expliquer et élucider les versets prophétiques.

#### Le statut de Moïse
La Torah et le Talmud enseignent que Dieu sortit les descendants d'Israël d'Égypte et leur parla au mont Sinaï. C'est en ce lieu que Dieu révéla la Torah à Moïse, que les Juifs appellent Notre maître (Moshe Rabbenou). La tradition juive estime que les lois qui y sont consignées sont mandatoires pour tout Israël.
Les Juifs orthodoxes et traditionalistes tiennent la prophétie de Moïse pour vraie. Cette croyance est exprimée par Maïmonide :

« Moïse fut supérieur à tous les prophètes, qu'ils l'aient précédé ou soient apparus après lui. Moïse a atteint le plus haut degré humain possible. Il a perçu Dieu à un degré surpassant tout humain ayant jamais existé.[…]Dieu parla à tous les autres prophètes par un intermédiaire -- fût-ce le rêve --. Moïse seul n'eut pas besoin de cela; c'est cela que la Torah signifie lorsque Dieu dit 'Bouche à bouche, Je lui parlerai' »

Ceci ne signifie pas non plus que le texte de la Torah soit à comprendre à la lettre, à la manière du karaïsme. La tradition rabbinique maintient que Dieu a communiqué non seulement les mots de la Torah, mais sa signification. Dieu a donné des règles sur la manière de comprendre et d'appliquer les lois; ces règles furent transmises par tradition orale. Cette loi orale fut finalement, du fait des circonstances, couchée sur papier presque 2000 ans après avoir été donnée, dans la Mishna et les deux Talmuds.
Les fondateurs du judaïsme réformé remplacèrent ce principe par la théorie de la révélation progressive : pour eux, la prophétie de Moïse ne fut pas le plus haut degré en la matière, mais plutôt le premier d'une longue chaîne de révélations progressives au cours lesquelles l'humanité commença graduellement à comprendre de mieux en mieux la volonté de Dieu. C'est pourquoi ils estiment que les lois mosaïques ne sont plus obligatoires, et c'est à la génération de l'époque d'établir ce que Dieu attend d'eux (voir les écrits des rabbins réformés Gunther Plaut ou Eugene Borowitz).
Ce principe est également rejeté par la plupart des Juifs reconstructionnistes, mais pour une autre raison : comme ils estiment que Dieu n'est pas un être avec une volonté, il n'est pas possible qu'une volonté ait été révélée.

#### L'origine de la Torah
La Torah est composée de cinq livres appelés en hébreu Berēshīṯ (Commencement), Shemōṯ (Noms), Wayyiqrā' (Et il appela), Bamiḏbar (Dans le désert), et Deḇārīm (Paroles), ou en français, suivant la terminologie grecque : Genèse, Exode, Lévitique, Nombres, et Deutéronome. Ils relatent l'histoire des débuts de l'humanité avant de se concentrer sur l'histoire des Hébreux, et d'un groupe parmi eux, les Israélites, qui reçurent les commandements que les Juifs sont tenus d'observer.
Le judaïsme rabbinique affirme que la Torah existant de nos jours est la même que celle que Moïse reçut de Dieu. Maïmonide explique :

« Nous ne savons pas exactement comment la Torah fut transmise à Moïse. Cependant, lorsqu'elle fut transmise, Moïse la transcrivit comme un secrétaire sous la dictée.[…][C'est pourquoi] chaque verset de la Torah est également saint, puisqu'ils proviennent tous de Dieu, et sont tous une part de la Torah de Dieu, qui est parfaite, sainte et vraie. »

Si les Juifs Haredim prennent généralement ce principe à la lettre et n'envisagent que des erreurs mineures, beaucoup de Juifs orthodoxes suggèrent que des petites fautes se sont introduites dans le texte au cours des millénaires. Le but de la Bible Massorétique (rédigée entre le VIIe et le Xe siècle) fut précisément de comparer toutes les variations de la Torah afin d'établir un texte définitif. Certains orthodoxes modernes, constatant qu'il existe un certain nombre de "trous" en divers endroits de la Torah, envisagent que certaines parties de l'histoire puissent s'être perdus. Cependant, ceci est somme toute théorique, et tous les orthodoxes et haredim estiment que tant la Loi Écrite que la Loi Orale sont les mêmes que celles que Moïse a enseigné, pour les aspects pratiques.
La plupart des Juifs non-orthodoxes, acceptant les hypothèses de la critique biblique basées sur des découvertes (ou non-découvertes) archéologiques et linguistiques, rejettent ce principe. Ils admettent que le "cœur" des Lois écrite et orale puisse provenir de Moïse, mais affirment que la Torah actuelle fut compilée à partir de plusieurs documents.
Si les Juifs massortiim tendent à croire que la plupart de la Loi Orale est d'inspiration divine, les tenants du judaïsme réformé et du judaïsme reconstructionniste estiment que l'œuvre, bien qu'admirable, est une construction toute entièrement humaine.
Traditionnellement, le mouvement Reformé avance que les Juifs sont obligés de suivre les commandements éthiques des Écritures, mais non les prescriptions rituelles. Toutefois, beaucoup de Juifs réformés tendent à revenir de nos jours à des pratiques rituelles plus traditionnelles.
Pour plus de détails, voir "Qui a écrit la Bible?" de Richard Elliot Friedman et l'entrée hypothèse documentaire.

#### Livres saints
Le Tanakh et le Talmud, dérivé de l'exégèse orale du précédent, sont les principaux livres saints du judaïsme.
Le Tanakh contient la Loi écrite (Torah SheBikhtav), les écrits prophétiques, et quelques Autres Écrits, les Ketouvim. Dont les psaumes, les proverbes, l'ecclésiaste, le cantique des cantiques et toutes les prophéties. Le texte de la loi écrite est sacré et immuable, mot par mot, lettre par lettre.
Le Talmud contient la loi orale du judaïsme. Le talmud est en perpétuelle évolution, jusqu'à aujourd'hui, contrairement à la loi écrite.

### Rétribution des actes: récompense et châtiment
Le point de vue le plus répandu dans le monde juif, clairement exposé dans la Bible hébraïque comme dans la littérature rabbinique, est que Dieu récompensera ceux qui observent ses prescriptions et punira ceux qui les transgressent de façon volontaire. Les exemples parsèment la Bible et la littérature rabbinique classique. 
Voir Libre arbitre dans la pensée juive.
Cependant, l'interprétation de philosophes rationalistes, comme Maïmonide, estime que Dieu ne distribue pas les rétributions des actes au sens "mécanique" du terme.
Selon leurs vues, la nature de la récompense est que, si l'on perfectionne son intellect aux plus hauts degrés dans tous les domaines possibles alors lIntellect Agent (ou Esprit créatif), qui est la part de l'intellect "en connexion avec" Dieu, devient immortelle et jouit pour l'éternité de la "Gloire de Sa Présence".
La punition serait simplement que ceci ne se produise pas, qu'aucune part de l'intellect ne s'unisse avec Dieu, et ce manque de connexion avec Dieu pour l'éternité serait en soi un purgatoire.
Des philosophes comme Juda Halevi s'élevèrent farouchement contre ces doctrines.
Voir Providence divine dans la pensée juive.
Ce principe (dans sa compréhension "commune" et non "philosophique") est accepté par la plupart des courants théologiques du judaïsme, à l'exception des Juifs reconstructionnistes.
Selon la Kabbale (un ensemble de doctrines qui ne sont pas universellement acceptées), Dieu juge qui a et qui n'a pas suivi Ses commandements et à quel degré. Ceux qui ne sont pas jugés dignes se retrouvent dans le Sheol, le Tombeau, un monde froid, obscur et silencieux pour "apprendre leur leçon". Le Sheol peut être considéré comme une sorte de purgatoire, mais la "damnation" est rarement éternelle, et dure souvent moins d'un an (raison pour laquelle, selon certains, les Juifs prient pour leurs morts, cf. Deuil dans le judaïsme).
Le judaïsme a toujours considéré le Tikkoun Olam (perfection, ou réparation, du monde) comme l'une des raisons fondamentales pour lesquelles Dieu a créé le monde. C'est pourquoi le concept de "vie après la mort" selon le judaïsme, tout en étant finalement une récompense ou punition éternelle pour tous, n'est pas considéré comme une raison majeure pour accomplir les prescriptions du judaïsme. En fait, il est enseigné qu'on peut atteindre la proximité avec Dieu en ce monde, au travers de la perfection morale et spirituelle.

### Israëlchoisi pour un but
Dieu a choisi le peuple d'Israël pour entrer dans une alliance unique avec Lui; la description de cette alliance est la Torah elle-même.
Contrairement à une croyance des plus répandues parmi les non-Juifs, le peuple Juif n'a jamais dit que "Dieu a choisi les Juifs". Cette affirmation n'existe nulle part dans la Bible hébraïque, qui prétendrait que Dieu aime exclusivement ce peuple, que lui seul peut jouir de Sa proximité, et que seuls les Juifs peuvent prétendre à une récompense céleste. Ce qui est dit par contre, c'est que les Juifs furent choisis  POUR UNE MISSION SPÉCIFIQUE, UN DEVOIR :  être un phare parmi les nations, en apportant le message divin, et avoir une alliance avec Dieu comme il est écrit dans la Torah.
Le judaïsme reconstructionniste rejette cette notion d'élection, comme moralement désuète.
Le Rabbi Lord Immanuel Jakobovits, ancien Grand Rabbin de la Synagogue Unie du Royaume-Uni, résume assez bien la vision juive générale de ce principe :

« Oui, je crois au concept de peuple élu tel qu'affirmé par le judaïsme dans son Écriture sainte, ses prières et sa tradition millénaire. 
En vérité, je crois que tout peuple— et à dire vrai, en un sens plus limité, chaque individu— est "élu" ou destiné à un certain but propre pour faire avancer les desseins de la Providence. 
Seulement, certains remplissent leur mission, d'autres non.
Peut-être les Grecs furent-ils choisis pour leurs contributions, uniques en leur genre, à l'art et la philosophie, les Romains pour leurs rôles de pionniers en matière de loi et de gouvernement, les Anglais pour avoir amené le règne parlementaire dans le monde, et les Américains pour conduire la démocratie dans une société pluraliste. 
Les Juifs furent choisis par Dieu pour 'M'être particuliers' en tant que pionniers de la religion et de la morale; ce fut, et c'est, leur but national. »

Pour plus de détails, consulter Point de vue juif sur le pluralisme religieux.

### Les temps messianiques
L'une des croyances fondamentales du judaïsme, se confondant en partie avec sa vision eschatologique est l'avènement d'un Messie (Mashiach), un roi issu de David, qui ramènera l'indépendance du peuple Juif, et régnera sur lui en accord avec la Loi juive, apportant au monde une ère de paix et de bonheur éternel. 
Cependant, si l'avènement de cette ère est communément partagé par la majorité des courants, ils sont divisés sur la nature et l'existence du Messie lui-même.

### L'âmeest pure à la naissance
Les humains naissent moralement purs, et il n'y a pas dans le judaïsme de concept analogue au péché originel. Le judaïsme affirme que les gens naissent avec un yetzer haTov (יצר הטוב), une tendance à faire le bien, et un yetzer haRa (יצר הרע), un penchant au mal. Chacun jouit donc du libre arbitre, y compris en matière de mener sa vie.
Les rabbins reconnaissent même un aspect positif au yetzer hara : sans mauvais penchant, pas de besoin de se dépasser, d'épater l'autre, d'en vouloir plus, et donc pas de maison, pas d'agriculture, pas de civilisation.
En conséquence, le yetzer hatov et le yetzer hara sont compris au mieux, non pas dans un contexte de catégories morales de bien et de mal, mais comme le conflit inhérent à l'homme entre ses tendances altruistes, ou d'abnégation, et celles plus égoïstes.
Le judaïsme reconnaît deux classes de "péché": offenses envers d'autres personnes, offenses envers Dieu (ces dernières peuvent être comprises comme la violation du contrat entre Dieu et les Bné Israël).

Voir le péché dans le judaïsme.
Une œuvre rabbinique classique, le Avot deRabbi Natan, enseigne :

« Un jour, alors que Rabban Yohanan ben Zakkaï marchait dans Jérusalem en compagnie de Rabbi Yehoshoua, ils arrivèrent à l'endroit où se tenait le Temple de Jérusalem, à présent en ruines. 
'Malheur à nous," se lamenta Rabbi Yehoshoua, car cette maison où se faisait l'expiation pour les fautes d'Israël gît à présent en ruines!' 
Rabban Yohanan répondit, 'Nous avons une autre source, aussi importante, d'expiation, la pratique de la Gmilout Hassadim (octroi de bonté), ainsi qu'il est dit: "Car Je désire la gmilout hassadim traduit par piété dans la version Louis Segond 1910, non les sacrifices »

— (Osée 6:6).
Le Talmud de Babylone enseigne également :

« Rabbi Yohanan et Rabbi Eléazar expliquent tous deux que tant que le Temple était debout, l'autel expiait pour Israël, mais à présent c'est la table de chacun qui expie [lorsque le pauvre est invité, de façon désintéressée, comme hôte]. »

— (Traité Berakhot 55a)
De même, la liturgie des Jours Redoutables situés entre Rosh Hashana et Yom Kippour (les jours redoutables sont 10 jours de dévotion, situés entre le jour de l'an juif appelé « rosh hachana » et le jeune du grand pardon appelé « yom kippour ») énonce que la tefila, la teshouva et la tzedaka permettent l'expiation des péchés.
Explication :
La tefila= la Prière, la techouvah=le Retour (retour vers les valeurs morales après s'en être éloigné), la tzedaka=la Charité.

## Questions de fond

### Un texte central?
Parmi les raisons pour lesquelles il n'y a pas de « judéchisme », la plus importante est sans doute l'absence d'autorité centrale dans le judaïsme. Moïse lui-même, dont le rôle dans le judaïsme est pourtant central, fut contesté sa vie durant, comme l'atteste la Torah (épisode de l'ouverture de la mer, du veau d'or, de la manne, des dix explorateurs, de Koré, etc.). Aucun texte ne pourrait donc être universellement accepté, puisque Saadia Gaon, le génie des uns, est le perfide pourfendeur des autres, Maïmonide est critiqué par les kabbalistes, Isaac Louria par les rationalistes, etc.
Bien que certaines formules de foi aient été intégrées dans la liturgie et utilisées à des fins pédagogiques, elles ne pèsent jamais que ce que pesa leur auteur en termes d'érudition et de renommée. Or aucune, malgré le nombre et le rang des rabbins et des philosophes qui s'y attelèrent, n'a jamais atteint le degré d'importance que l'Église accorde aux trois grandes formules (les symboles des Apôtres, de Nicée et d'Athanase), ou celui réservé au Kalimat As-Shahadat dans l'Islam.

### Pourquoi des principes de foi?
Les principes de foi n'étaient absolument pas nécessaires aux Juifs au temps de l'émergence du judaïsme, qui fut d'abord la religion d'une nation : il était aux Judéens ce que le culte d'Athéna Pallas était aux Athéniens, il se vivait sans devoir se penser, sinon dans la façon d'appliquer pratiquement les préceptes de sa Loi. On était juif de naissance, ou pas. Devenir Juif par conversion, c'était décider d'entrer de plain pied dans le peuple, et prendre part à son devenir national.
La question naquit avec l'apparition de dissensions internes (le christianisme naissant), et surtout d'attaques externes (le christianisme constitué et l'islam).
Les religions missionnaires que sont le christianisme et l'islam furent contraintes, afin de convaincre les foules, d'arrêter une formulation définitive de leurs enseignements, de présenter ce qui tenait du religieux comme ressortant de la logique universelle.
L'admission des néophytes dépendait de la profession et de l'acceptation de ces principes de croyance. Il ne pouvait donc demeurer d'incertitude sur ce qui était essentiel et ce qui ne l'était pas, tâche qu'il revenait aux autorités de remplir, en formulant des dogmes d'une manière facile à mémoriser et assimiler.
Ces articles de foi avaient également pour tâche de distinguer le licite de l'illicite, afin de distinguer le "croyant" de l'"hérétique".
Ces motivations à définir un credo étaient moins intenses dans le judaïsme.
D'une part, la plus grande dissension qui toucha le judaïsme en dehors du christianisme, et qui vit une partie des Juifs rejeter l'autorité de la tradition orale pour ne se fier qu'à la Miqra (d'où leur nom de karaïtes) -miqra, terme désignant la lecture en hébreu (lecture de la torah écrite)-, ne remit pas en cause les questions de fond, et leurs formulations sont assez similaires.
D'autre part, le judaïsme ne fut jamais fort porté à l'évangélisation. Les conversions de masse avaient été réalisées dans le but de garantir la sécurité dans l'intérieur des frontières, non de les étendre à d'autres territoires et peuplades. 
Par ailleurs, les Juifs reconnaissaient aux nations leurs mérites et ne prétendaient pas avoir le monopole en matière de justice ni de justesse.
Tout homme cherchant à amener la réconciliation et la paix était considéré comme faisant partie de la maison d'Abraham. Était juste et avait une part au monde à venir tout Gentil qui se conformait aux sept lois noahides (les 7 lois de Noé (noakh en hébreu), le rescapé du Déluge), décrétant :
1. l'interdiction du meurtre,
2. l'interdiction de l'idolâtrie,
3. l'interdiction du blasphème,
4. l'interdiction du vol,
5. l'interdiction des relations sexuelles avec des proches parentes,
6. l'interdiction de l'arrachage et de la consommation d'un membre à un animal toujours vivant,
7. le devoir d'installer un système légal en vue de faire respecter ces lois.

Une telle attitude décourage les attitudes missionnaires. De plus, les rites d'acceptation des prosélytes faisaient, et font encore, la part belle au rituel et à la pratique, ne demandant pas d'autre foi que celle dans le Dieu Un (avec toutes ses implications) :
- l'immersion dans un mikvé (bain rituel), devenue le baptême dans le christianisme,
- la brith milah (circoncision),
- l'acceptation du caractère mandatoire des mitzvot (prescriptions de la Torah)

Le Rav Juda Halevi formule magistralement la chose dans son Kuzari (1:115), lequel relate précisément l'histoire d'une conversion :

« Nous ne plaçons pas sur le même pied que nous une personne entrée dans notre religion par la seule confession. Nous lui demandons des actes, ce qui inclut des limitations auto-imposées, la pureté, l'étude de la Torah, la circoncision et la réalisation d'autres devoirs demandés dans la Torah. »

Ce faisant, le rabbin prend le contrepied de son interlocuteur, qui attend de lui des arguments. Dans tout ce livre, Juda Halevi s'évertuera à démontrer le caractère non spéculatif du judaïsme, dont la science sous-tend les actes, mais dont les actes sont au fond plus importants que la science.
Les seuls principes de foi demandés au candidat à la conversion étaient donc ceux que sous-tendait l'obéissance à la Halakha, c'est-à-dire l'existence de Dieu et la sainteté (c'est-à-dire la spécificité) d'Israël en tant que peuple de l'Alliance contractée avec Dieu.

### Y a-t-il du dogme dans les mitzvot?
Dès la formulation des articles de foi de Maïmonide, son plus farouche opposant contemporain, le Rav Abraham ben David de Posquières s'exclame que le judaïsme est une religion d'actes et non de dogmes.
La savante controverse quant à savoir si la pratique des mitzvot du judaïsme est implicitement liée aux doctrines du judaïsme a été abondamment discutée par les érudits en la matière. Par exemple, dans son Jerusalem, Moïse Mendelssohn défend le point de vue "non-dogmatique" de la nature du judaïsme. Au contraire, selon lui, les doctrines juives consistent, bien que révélées par Dieu, en vérités universelles applicables à toute l'humanité.
Le Rav Yehouda Löw soutient le contraire, en dénonçant les limites qui n'auraient pu être franchies sans la légitimation de leur transgression par les théories de Mendelssohn. Sous-tendant la pratique des lois et rituels, se trouve la reconnaissance implicite de ces principes fondamentaux, parmi lesquels culmine la croyance en Dieu, la révélation, et la justice divine (toutes moins facilement atteignables si le judaïsme est discuté d'un point de vue uniquement philosophique, comme l'a prouvé Spinoza).
Le premier à tenter de formuler les principes de la foi juive était l'un des premiers représentants de la philosophie juive, Philon d'Alexandrie, qui, du reste, ne fut pas tant écouté par les Juifs que par les chrétiens. Ses cinq articles étaient les suivants :
1. Dieu Est et Règne
2. Dieu Est Un
3. Le monde fut créé par Dieu
4. La création est une, et
5. La providence divine règne sur elle.

## Les principes de foi au cours du temps

### Croyances dans la Mishna et le Talmud
Les rabbins furent en tous temps entraînés dans des controverses, avec des Juifs comme avec des non-Juifs, et durent fortifier leur foi contre les attaques des philosophes Grecs, des sectes gnostiques, des premiers Chrétiens, etc.
La Mishna (Sanhédrin 11:1) exclut de façon générale du monde à venir les Épicuriens et ceux qui rejetaient la croyance en la résurrection des morts ou en l'origine divine de la Torah. La Guemara, élaborant sur ce point, dresse une liste d'hérétiques selon la Loi juive (voir Hérésie).
Rabbi Akiva considérait également comme hérétiques les lecteurs des Sefarim Hitzoniim - livres extérieurs (au canon biblique nouvellement constitué par la Grande Assemblée), ainsi que les personnes qui prétendaient amener la guérison au moyen de formules magiques murmurées. Abba Shaoul désignait comme passible de suspicion d'infidélité toute personne prononçant le Nom ineffable de Dieu. On peut en déduire que toute personne ne faisant pas tout cela se situait dans l'orthodoxie.
Quant à savoir quel est le principe sous-tendant le judaïsme, bien qu'il s'agisse d'une attitude plutôt que d'une profession de foi, Rabbi Akiva est décrit en train de débattre avec l'un de ses élèves, Shimon ben Azaï : le premier l'attribue au verset "Tu aimeras ton prochain comme toi-même", tandis que le second estime qu'il s'agit de "ceci est le livre des engendrements d'Adam" (c'est-à-dire qu'il n'y a non seulement qu'une lignée dont tous sont issus, mais qu'en conséquence, le bon descend du mauvais et inversement).
La définition de Hillel l'Ancien, dans son entretien avec un païen le mettant au défi de le convertir en lui résumant la Torah le temps de se tenir sur un pied (Talmud, traité Shabbat 31a), fait de la Règle d'or le principe fondamental de la Loi.
Rabbi Simlaï, un docteur du IIIe siècle EC, fait remonter le développement des principes religieux du judaïsme à Moïse, avec ses 613 prescriptions positives et négatives; à David, qui en énumère 11, selon le Rabbi ; à Isaïe, qui en énumère six; à Michée, qui en énumère trois; à Habacuc qui résume simplement toute la foi religieuse dans cette seule phrase : "Le pieux vit dans sa foi" (Talmud, traité Makkot 23b-24a).
Enfin, la Loi juive énonce le principe yehareg velo ya'avor : si l'on y est contraint, plutôt que de transgresser, il est préférable de choisir la mort en certaines situations, lesquelles sont l'idolâtrie, l'inceste, la "non-chasteté", et le meurtre. On peut facilement en déduire que les injonctions positives qui leur faisaient contrepied étaient considérées comme des articles fondamentaux du judaïsme.

### Croyances au Moyen Âge
La constitution d'articles de foi n'avait donc pas été fort populaire dans le judaïsme jusqu'au Moyen Âge, et la constitution de l'Inquisition. Avec le procès du Talmud à Paris en 1242, au cours duquel quantité d'exemplaires furent brûlés -sur la place publique s'ouvrait l'ère des disputations. Non qu'elles n'eussent pas existé auparavant, mais l'amicale joute verbale était devenue une véritable polémique théologique à forte consonangalement en réponse à un Karaïte, de déterminer les principes fondamentaux du judaïsme sur une autre base dans le Kuzari déjà mentionné. Rejetant tout appel à la raison spéculative et la méthode du Kalâm, il asserta que les miracles et les traditions sont, dans leur forme naturelle, tant la source que la preuve de que se base la foi juive.
Quant aux articles de foi karaïtes, ils ont été résumés dans Eshkol ha-Kofer, l'ouvrage du Hakham Yehouda ben Eliya Hadassi :
1. Dieu est le Créateur de tous les êtres créés.
2. Dieu est transcendant et n'a ni égal ni associé.
3. L'univers tout entier a été créé.
4. Dieu appela Moïse et les autres Prophètes du canon biblique.
5. Le Loi de Moïse seule est vraie.
6. Connaître le langage de la Bible (i.e l'hébreu) est un devoir religieux.
7. Le Temple de Jérusalem est le palais du Maître du monde.
8. croyance en la résurrection, contemporaine de la venue du Messie.
9. Jugement final.
10. Rétribution.

### Les 13 principes de foi de Maïmonide
La formulation la plus célèbre des principes de foi fut édictée par le Rav Moshe ben Maïmon, Rambam pour les Juifs, Maïmonide pour les Chrétiens (1135-1204 EC), dans son commentaire sur la Mishna (traité Sanhedrin, chapitre 10), afin de déterminer qui peut être considéré comme "Israël".
Ces principes furent hautement controversés, tant sur le nombre et la forme que le fond. Le Yad Rama, Alfacher et d'autres critiquaient leur minimisation de la Torah. Le Rav Abraham ben David de Posquières critiqua l'incorporation de l'incorporalité divine parmi ceux-ci ; Hasdaï Crescas en proposa six, son disciple Joseph Albo trois ; tous deux furent critiqués par Isaac Abravanel qui, rétablissant les principes de Maïmonide, leur déniait tout caractère permanent et ne reconnaissait leur utilité qu'en regard du contexte où se trouvaient les Juifs ; la communauté juive les ignora pendant plusieurs siècles (Dogma in Medieval Jewish Thought, Menachem Kellner).
Avec le temps, deux versifications de ces principes (Ani Ma'amin—présentée ci-dessous et l'hymne Yigdal) furent cependant intégrées dans les livres de prière juifs, et les principes devinrent fortement populaires.
Ils sont actuellement considérés comme mandatoires par les Juifs orthodoxes (sans toutefois avoir le statut d'un texte sacré, plutôt un "aide-mémoire"), et quiconque ne les partage pas est suspect d'hérésie :
1. Je crois d'une foi parfaite que le Créateur, loué soit Son Nom, est le Créateur et Guide de tout ce qui a été créé, et que Lui seul fit, et fait et fera sur toutes choses.
2. Je crois d'une foi parfaite que le Créateur, loué soit Son Nom, est Unique, d'une Unicité comme il n'en existe absolument nulle autre, et Lui seul est notre Dieu, Fut, Est et Sera.
3. Je crois d'une foi parfaite que le Créateur, loué soit Son Nom, n'est pas un corps, et qu'Il est libre de toutes les propriétés de la matière, et qu'absolument rien ne [peut] Lui ressemble[r].
4. Je crois d'une foi parfaite que le Créateur, loué soit Son Nom, est le Premier et qu'Il est le Dernier.
5. Je crois d'une foi parfaite qu'au Créateur, loué soit Son Nom, à Lui seul il convient de prier, et qu'il ne convient pas de prier à autre [être ou occurrence] que Lui.
6. Je crois d'une foi parfaite que toutes les paroles des prophètes sont vérité.
7. Je crois d'une foi parfaite que la prophétie de Moïse notre Maître, la paix soit sur lui, était vraie, et qu'il était père des prophètes, de ceux qui l'ont précédé et de ceux qui l'ont suivi.
8. Je crois d'une foi parfaite que toute la Torah qui se trouve maintenant dans nos mains, est celle donnée à Moïse notre Maître, la paix soit sur lui.
9. Je crois d'une foi parfaite que cette Torah ne sera pas échangée, et qu'il n'y aura pas d'autre Torah [donnée] par le Créateur, loué soit Son Nom.
10. Je crois d'une foi parfaite que le Créateur, loué soit Son Nom, sait tout acte des hommes, et toutes leurs pensées ainsi qu'il est dit : "Lui qui forme leur cœur à tous, Qui comprend toutes leurs actions." (Psaumes 33:15)
11. Je crois d'une foi parfaite que le Créateur, loué soit Son Nom, rétribue bien à ceux qui gardent Ses commandements, et punit ceux qui transgressent Ses commandements.
12. Je crois d'une foi parfaite en la venue du Messie. Et même s'il tarde, malgré cela, j'attendrai chaque jour qu'il vienne.
13. Je crois d'une foi parfaite qu'il y aura une résurrection des morts, au moment qui plaira au Créateur, loué soit Son Nom, et Son souvenir sera exalté pour toujours et pour l'éternité des éternités.

De façon importante, Maïmonide, tout en énumérant les précités, ajoute l'avertissement suivant :

« Il n'y a pas de différence entre [les versets] "sa femme était Mehithabel" (Gen. 36:39) -- un verset apparemment insignifiant), et "Écoute, Israël" (un verset d'importance unanimement reconnue)…quiconque dénierait de tels versets dénierait par là même Dieu et montrerait du mépris pour Ses enseignements encore plus qu'un autre sceptique, parce qu'il affirmerait que la Torah pourrait être divisée entre un noyau et une écorce… »

— (Commentaire sur la Mishna)
Il ne considérait donc pas ces principes comme englobant la foi juive, mais plutôt comme des principes dont le rejet, fût-ce de l'un d'eux, fût-ce par ignorance, exclurait le dénégateur de l'orthodoxie du judaïsme, voire du judaïsme lui-même, alors que le rejet du reste de la Torah doit résulter d'un acte conscient pour être marqué du sceau d'incroyant. 
Toutefois, tant le Rav Joseph Albo que le Raavad critiquent la liste de Maïmonide car elle contient des articles qui, tout en étant vrais, ne suffisent pas à classer selon eux parmi les hérétiques ceux qui les rejetteraient par ignorance.
Selon certains érudits du judaïsme, comme S.D. Luzzato, Marc Shapiro ou le professeur Menachem Kellner, beaucoup de croyances attribuées à Maïmonide, notamment sur la résurrection des morts, sont à l'opposé de ce qu'il croyait réellement, mais ceci est matière à débat.
Les 13 principes de Maïmonide n'ont, ainsi qu'il a été dit plus haut, jamais reçu d'approbation officielle, et jusqu'à récemment, les autorités en matière de Loi juive n'ont jamais estimé nécessaire de les faire accepter en partie ou en entièreté. Cependant, au cours des deux siècles passés, des franges de plus en plus nombreuses de la communauté orthodoxe ont demandé à les faire accepter. D'autres, y compris orthodoxes, rejettent cette demande comme infondée, car ses vues n'ont jamais été considérées comme ayant le dernier mot en matière de théologie juive.

### Les principes de foi après Maïmonide
Les successeurs de Maïmonide du treizième au quinzième siècle -- Nahmanide, Abba Mari ben Moshe, Shimon ben Tzemah Duran, Joseph Albo, Isaac Arama et Joseph Yaabetz—réduiront les articles de foi de treize à trois :
1. Croyance en Dieu
2. Croyance en la création (ou en la révélation)
3. Croyance en la providence divine (ou la rétribution).

D'autres comme Hasdaï Crescas ou David ben Samuel Estella, en reformuleront sept, mettant l'accent sur le libre arbitre.
D'autres en revanche rajouteront à ces articles, comme David ben Yom Tov ibn Bilia, qui les porte à 26 dans son Yessodot haMaskil (Bases de l'Homme Éclairé), ou Yedaïa Penini, qui n'en énumère pas moins de trente-cinq dans son dernier chapitre de Be'hinat haDat (Examen de la Foi).
Au quatorzième siècle, le Rav Asher ben Yehiel de Tolède fera entendre sa voix contre les articles de Maïmonide, dénonçant leur apparente prétention à l'intemporéité, et suggérera d'en ajouter un, la reconnaissance du fait que l'Exil est une punition pour les péchés d'Israël. Isaac Abravanel aura, comme on l'a dit, la même attitude dans son "Rosh Amana" : bien que défendant ces articles contre les arguments philosophiques  de Hasdaï Crescas et Joseph Albo, il leur refusera une quelconque valeur dogmatique, estimant comme tous les kabbalistes, que les 613 mitzvot sont tout ce qui peut se faire en matière d'articles de foi.

### Croyances au siècle des Lumières - l'assimilationisme
Le mouvement des Lumières qui secoua l'Europe du XVIIIe siècle n'épargna pas le judaïsme. L'on préconisait le raisonnement scientifique, le libre examen, … poussant les gens à questionner ce qui avait auparavant été monolithiquement (ou presque) établi en matière de croyances religieuses.
Comme pour le christianisme, de nombreuses réponses fusèrent au sein du judaïsme, de l'imprégnation et l'implication totale pour ces idées d'émancipation qui promettaient aux Juifs d'être un peuple enfin comme les autres, à la méfiance pour ce qui pourrait s'avérer un miroir aux alouettes.
Les premiers emboîtèrent le pas à Spinoza, étudiant scientifiquement les Écritures, remplaçant la pratique du judaïsme par la science du judaïsme (Wissenschaft des Judentums). Les seconds se rattachèrent plus que jamais aux croyances et pratiques ancestrales et, craignant que la "preuve" de l'inanité d'un dogme n'entraîne l'abandon de tous, les réaffirmèrent, adoptant les fameux principes si controversés de Maïmonide, car jugés comme au point d'équilibre entre la foi et la raison.
Ce fut cette époque qui vit l'apparition des différents courants théologiques au sein du judaïsme rabbinique, souvent justifiées par un besoin d'alléger les pratiques. "Dogmes" et actes étaient une fois de plus soudés au cœur du problème.

### Théologie de l'Holocauste
L'Holocauste nazi fut pour le judaïsme, non seulement européen, mais mondial, une destruction irréparable (ce que signifie au sens étymologique shoah, par opposition à "'horban", mot désignant par exemple la destruction des Temples de Jérusalem), dont la magnitude laissa la foi de bien peu de gens intacte, notamment en ce qui concerne les actions de Dieu en ce monde ou son omnibénévolence. Certains demandèrent même s'il était encore légitime d'avoir la foi
Citons à ce sujet le dialogue entre Elie Wiesel et Menachem Mendel Schneerson, le septième Lubavitcher Rebbe :
« 
- E.W : Comment, après ce qui s'est passé pourrait-on encore avoir la foi ?
- M.M.S : Comment, après ce qui s'est passé ne pourrait-on pas avoir la foi ?
- E.W (après un moment de réflexion, s'exclame) : Si ceci est une question, je l'accepte ! Mais si c'est une réponse, je la récuse !

 »
Certaines réponses théologiques à ces questions seront examinées dans la théologie de l'Holocauste.

### Déclarations de principes des courants actuels du judaïsme

#### Judaïsme orthodoxe
Il s'agit, plutôt que d'un courant, d'un ensemble de mouvements ayant résisté aux idées d'assimilation prônées par les Lumières juives. Il ne peut donc, en l'absence d'un corps unifié, y avoir de formule officielle : chaque groupe se dit héritier de la tradition de la théologie juive, mais tous reconnaissent de façon générale une acceptation plus ou moins littérale des principes de Maïmonide. Certains pensent que ces principes ne sont qu'une possibilité parmi d'autres.

#### Judaïsme "traditionaliste"
Le judaïsme traditionaliste (ou conservative, car son but est principalement de conserver les traditions) est un mouvement développé en Europe et aux États-Unis vers le début du vingtième siècle, il rejetait, comme les orthodoxes dont il ne se départait pas originellement, la Réforme et ce qu'ils jugeaient ses excès. Il se démarqua néanmoins de l'orthodoxie, prônant une méthode de critique historique "positive", selon laquelle la Loi juive s'était de tout temps constituée avec son époque, et ne devait pas attendre le rétablissement du Sanhédrin pour continuer à évoluer.
Le mouvement Massorti regroupait en réalité une coalition de courants se jugeant médians, rejetant les idées de "gauche" (la réforme) comme de "droite" (l'orthodoxie) avec des sympathies variables selon les membres. C'est pourquoi il s'abstint originellement de publier un set de principes, encourageant le pluralisme dans les croyances.
Cette attitude devint néanmoins caduque lorsque l'"aile gauche" du mouvement fit sécession pour former le judaïsme reconstructionniste (cf. infra) en 1968, suivie de l'"aile droite" en 1985 qui forma l'Union pour le Judaïsme Traditionnel.
En 1988, une formulation fut rendue publique, "Emet Ve-Emunah: Statement of Principles of Conservative Judaism" (Vérité et foi : déclaration des principes du judaïsme conservative). 
Elle comprend :
- la croyance en Dieu et la révélation de Sa Torah aux Juifs (mais elle est souple quant à la croyance, admettant que la Torah ne puisse pas être tout entière d'origine divine)
- le rejet de l'athéisme, le trinitarisme et le polythéisme.
- Le relativisme, le littéralisme et le fondamentalisme sont rejetés de même.
- La halakha est toujours valide et indispensable, MAIS des cas d'exception sont acceptables. La halakha doit s'adapter à l'époque.

Emet Ve-Emunah insiste sur le fait que les Juifs, s'ils doivent avoir un certain nombre de croyances, ne doivent pas en faire un "judéchisme".

#### Déclarations de principes du judaïsme réformé
Le judaïsme réformé est un courant franchement progressiste, souvent au mépris de la tradition et des ordonnances rabbiniques, principalement représenté aux États-Unis.
Bien que plusieurs déclarations de principes aient été rédigés (en 1885, 1937, 1976 et 1999 — celle de 1999 appelait les Juifs réformés à renouer volontairement avec la tradition, mais les versions ultérieures sont revenues à la version de la Conférence centrale des rabbins américains - de 1976, qui fait donc actuellement autorité), son mode de pensée peut être résumé par le formule du rabbin réformé W. Gunther Plaut :

« Israël a traditionnellement commencé avec le harout -- les commandements gravés sur les Tables de la Loi -- qui devint ensuite le hérout -- la liberté. 
Les Juifs réformés commencent avec le herout de décider ce qui sera le 'harout. »

Le judaïsme réformé ne prône l'adhésion à aucune croyance ni principe en dehors de l'interdiction d'adhérer à des croyances chrétiennes (l'autonomie personnelle a préséance sur toutes ces déclarations, à l'exception de ce point).

#### Déclaration de principes du judaïsme reconstructionniste
Le judaïsme reconstructionniste est un courant quasi exclusivement américain basé sur une variante théologique du naturalisme de John Dewey. Elle combine des croyances athées avec une terminologie religieuse de façon à construire une philosophie satisfaisante d'un point de vue religieux pour ceux qui ont perdu foi dans la religion traditionnelle.
Dans cette théologie, Dieu n'est ni personnel, ni supernaturel, Il est l'ensemble des procédés naturels permettant à l'homme de s'accomplir. Selon le fondateur de ce mouvement, le Rav Mordechaï Kaplan,

« croire en Dieu signifie tenir pour acquis que la destinée de l'homme est de s'élever au-dessus de la brute et d'éliminer toute forme de violence et d'exploitation de la société humaine. »

Beaucoup de Juifs reconstructionnistes rejettent le théisme, se définissant plutôt comme naturalistes ou humanistes. Des critiques se sont élevées, accusant le reconstructionnisme de 'rendre l'athéisme plus acceptable aux Juifs en réécrivant le dictionnaire'. Une minorité significative au sein du mouvement reconstructionnisme a néanmoins rejeté la théologie naturaliste pour revenir au théisme.
Tout comme le judaïsme réformé, le judaïsme reconstructionniste estime que l'autonomie personnelle a préséance sur la loi, la théologie et les traditions juives. Aucune croyance, y compris la halakha ne sont considérées comme normatives. Toutefois, celles-ci sont sujettes à un vote de la communauté plutôt que d'un choix purement individuel. En 1986, la Reconstructionist Rabbinical Association (RRA) et la Federation of Reconstructionist Congregations (FRC) ont fait passer la "Platform on Reconstructionism" (2 pages).
Il ne s'agit pas d'un ensemble de principes obligatoires, mais plutôt d'un consensus des croyances actuelles. Les grands points sont :
- Le judaïsme est le résultat d'un développement humain naturel, n'ayant pas eu recours à une intervention divine.
- Le judaïsme est une civilisation religieuse évoluante.
- Le sionisme et la aliyah (immigration en Israël) sont encouragés.
- La congrégation des fidèles peut prendre part aux décisions, autant que les rabbins.
- La Torah n'a pas été inspirée par Dieu, elle n'est que le fruit du développement socio-historique du peuple juif.
- Dieu est l'ensemble des forces et processus naturels permettant à l'humanité de se développer pleinement et de s'améliorer moralement.
- L'idée d'un "peuple élu" par Dieu pour quelque but, de quelque manière que ce soit, est jugé "moralement impossible", car toute personne y croyant "implique par là la supériorité de la communauté élue et le rejet des autres".
  - Ce principe oppose les reconstructionnistes aux autres courants, puisqu'il les accuse de racisme. Les Juifs non reconstructionnistes rejettent vigoureusement cette accusation. (Voir peuple élu)

## Sources
L'article anglais, qui lui cite comme sources :
- Blech, Benjamin Understanding Judaism: The Basics of Deed and Creed Jason Aronson; 1992,  (ISBN 0-87668-291-3).
- Boteach, Shmuel Wisdom, Understanding, and Knowledge: Basic Concepts of Hasidic Thought Jason Aronson; 1995. Paperback.  (ISBN 0-87668-557-2)
- Dorff, Elliot N. and Louis E. Newman (eds.) Contemporary Jewish Theology: A Reader Oxford Univ Press; 1998.  (ISBN 0-19-511467-1).
- Dorff, Elliot N. Conservative Judaism: Our Ancestors to Our Descendants (Revised edition) United Synagogue of Conservative Judaism, 1996
- Platform on Reconstructionism FRC Newsletter, Sept. 1986
- Fox, Marvin Interpreting Maimonides, Univ. of Chicago Press. 1990
- Robert Gordis (Ed.) Emet Ve-Emunah: Statement of Principles of Conservative Judaism JTS, Rabbinical Assembly, and the United Synagogue of Conservative Judaism, 1988
- Julius Guttman, Philosophies of Judaism Translated by David Silverman, JPS, 1964
- Maimonides' Principles: The Fundamentals of Jewish Faith, in "The Aryeh Kaplan Anthology, Volume I", Mesorah Publications 1994
- Kaplan, Mordecai M. Judaism as a Civilization Reconstructionist Press, New York. 1935. Jewish Publication Society; 1994
- Dogma in Medieval Jewish Thought, Menachem Kellner, Oxford University press, 1986
- Maslin, Simeon J., Melvin Merians and Alexander M. Schindler, What We Believe…What We Do…: A Pocket Guide for Reform Jews UAHC Press, 1998
- Maimonides Thirteen Principles: The Last Word in Jewish Theology? Marc. B. Shapiro, The Torah U-Maddah Journal, Vol. 4, 1993, Yeshiva University
- Shapiro, Marc The Limits of Orthodox Theology: Maimonidies' Thirteen Principles Reappraised The Littman Library of Jewish Civilization; 2004,  (ISBN 1-874774-90-0).

1. ↑  Le Rav Léon Ashkénasi za"l traduisait
"Entends, Israël, Celui qui Est Lui-nos dieux, Celui qui Est est Un."
2. ↑  Modern Orthodox dans la dénomination anglo-saxonne
3. ↑  Bernard Martin, Ed., Contemporary Reform Jewish Thought, Quadrangle Books 1968.
4. ↑  [FRC Newsletter, Sept. 1986, pages D, E.]